# Stadtbibliothek Cuxhaven
Die Stadtbibliothek Cuxhaven ist eine öffentliche Bibliothek in Cuxhaven, sie hat ihr Gebäude an der Kapitän-Alexander-Straße 1 am Schleusenpriel. In dem Gebäude ist auch das Stadtarchiv Cuxhaven untergebracht.

## Geschichte
Die Bibliothek entstand 1907 als Cuxhaven die Stadtrechte erhielt. 1908 konnten für die öffentliche Bücherhalle in der Friedrichstraße eigene Räume in der Küver-Schule bezogen werden. Bereits 1910 ist für den Cuxhavener Maler Ernst Gock eine Ausstellung in der Bücherhalle Cuxhaven dokumentiert. 1926 erfolgte der Umzug in das Gebäude am Holstenplatz. 1943 wurde die Bibliothek in die Trägerschaft der Stadt übernommen, die zuvor in der Hand des Vereins Öffentliche Bücherhalle lag. 1962 wurde sie in Stadtbücherei umbenannt und 1977 in Stadtbibliothek.
Ab 1988 befand sie sich im Gebäude der Berufsschule an der Abendrothstraße 16. In den 2000er Jahren entstand an der Kapitän-Alexander-Straße der zwei- und dreigeschossige geschwungene Neubau der Bibliothek mit dem markanten runden Eingangsbereich und der offenen Buchaufstellung über zwei Ebenen. Die Volkshochschule Cuxhaven zog in das Gebäude an der Abendrothstraße. Seit 2016 befindet sich auch das Stadtarchiv in den Räumlichkeiten der Stadtbibliothek. Zeitweilig gab es Zweigstellen in einigen Ortsteilen wie z. B. Döse und Duhnen, die später aber wieder geschlossen wurden.

## Ausstattung
Die Stadtbibliothek hat über 100.000 Medien und über 300.000 jährliche Entleihungen sowie über 90.000 Besucher und rund 230 Veranstaltungen pro Jahr im u. a. dem Veranstaltungssaal. Sie hat Medien und Angebote der Bereiche
- Belletristik, Klassiker, Sachbücher, Ausbildung und Beruf,
- Schüler-, Jugend- und Elternbibliothek,
- Zeitschriften, Film-, Games-, Internet- und Musikangebote sowie Notenbibliothek, Hörbücher, Zeitschriften.

### Sonstige Angebote
- Für Recherchen stehen vier PC-Arbeitsplätze mit Farbdrucker und Scanner zur Verfügung sowie freier Internetzugang über WLAN.
- Im Lesecafé im ersten Stock gibt es aktuelle Zeitungen und Zeitschriften.
- Der Veranstaltungssaal im ersten Stock macht die Stadtbibliothek zu einem lebendigen Treffpunkt für Kultur in Cuxhaven und wird für Veranstaltungen aller Art benutzt. Er bietet Platz für bis zu 99 Personen, kann aber auch in kleinerer Variante benutzt werden. Zur Ausstattung gehören u. a.:

- Galerieschienen zur Ausstellung für Bilder
- Stehpult mit Mikrofon
- Diaprojektor, Overheadprojektor, Beamer, Leinwand
- Musikanlage und ein Konzertflügel

Die Bibliothek beschäftigt 12 Mitarbeiter, davon viele Teilzeitkräfte. Die Bibliotheksgesellschaft unterstützt die Stadtbibliothek Cuxhaven, die Fahrbücherei des Landkreises Cuxhaven und die Stadtbibliothek Otterndorf.

## Galerie

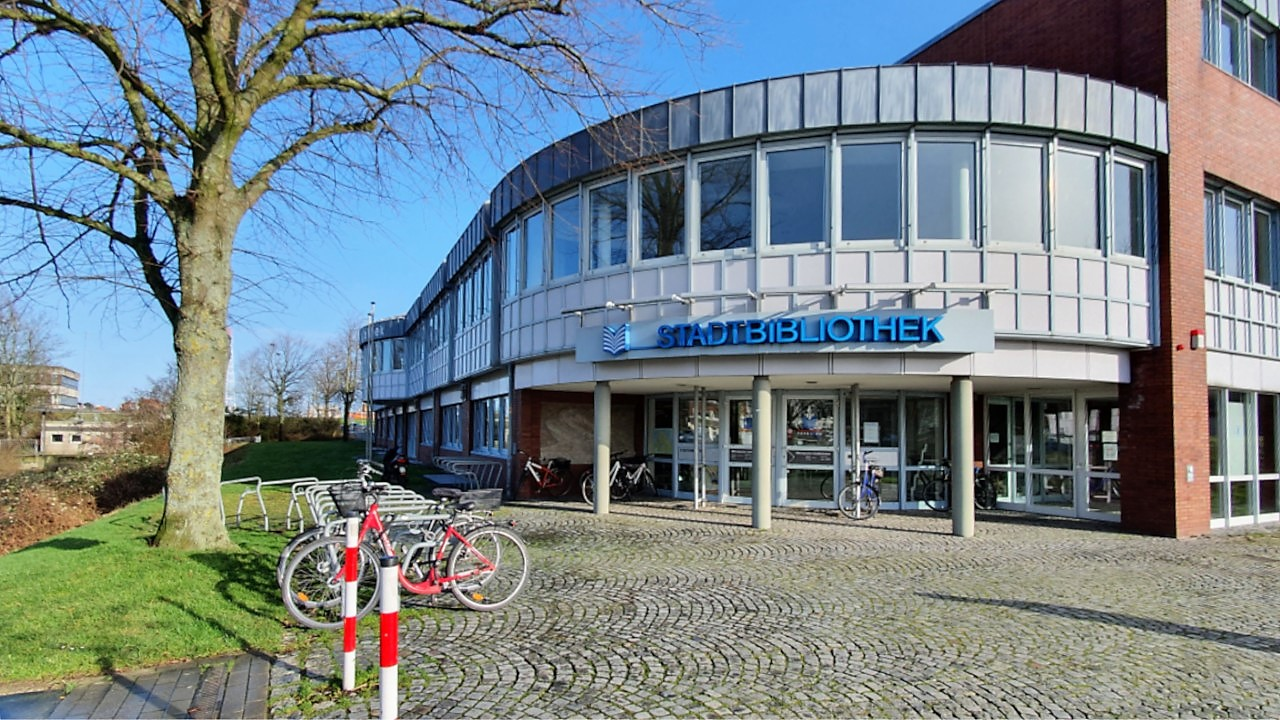
Eingang zur Stadtbibliothek
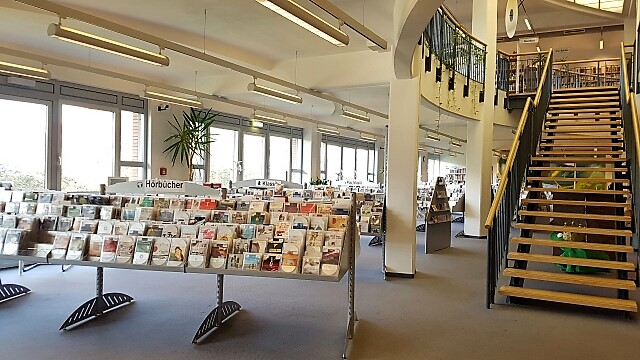
Foyer
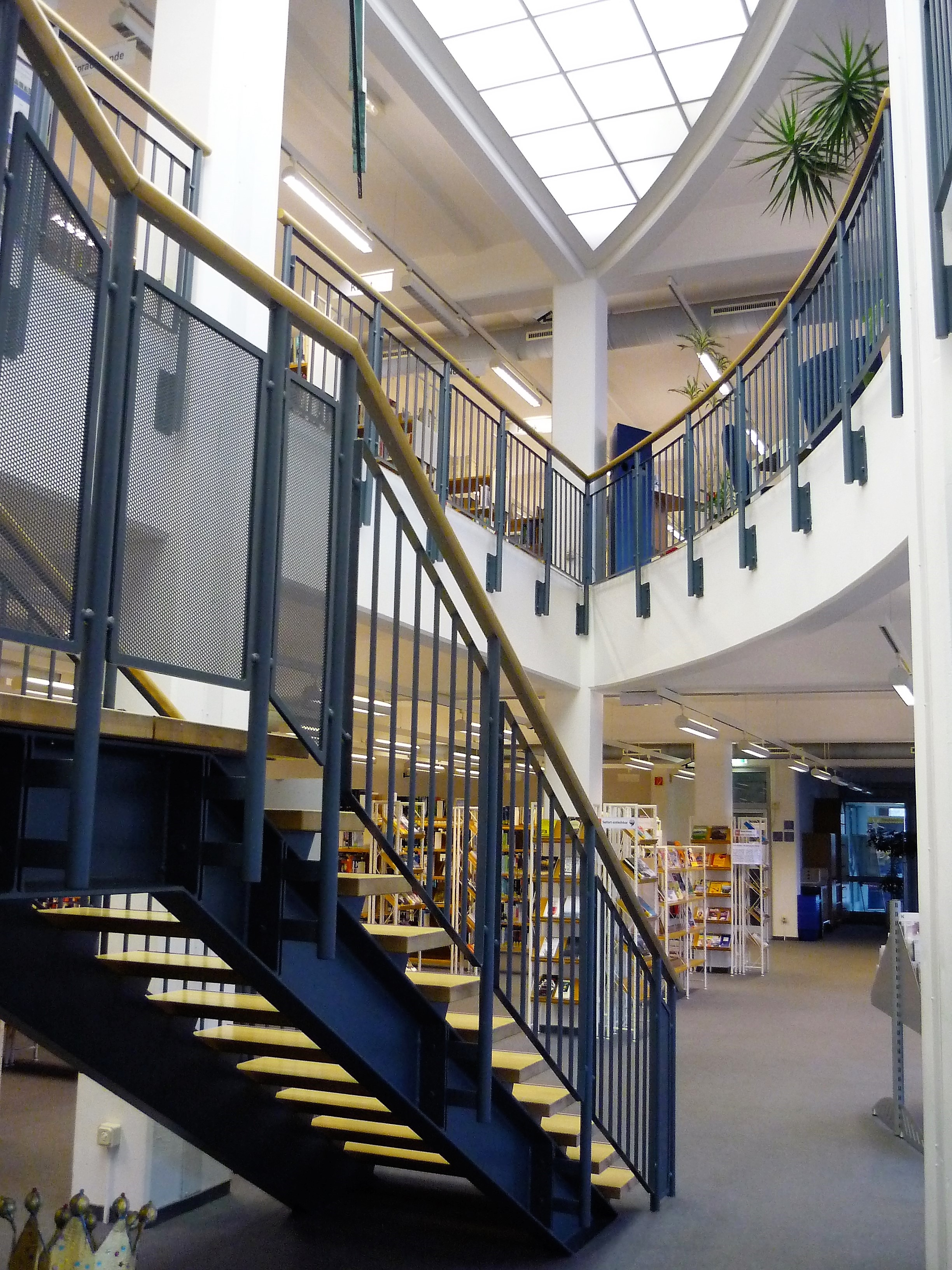
Treppenbereich
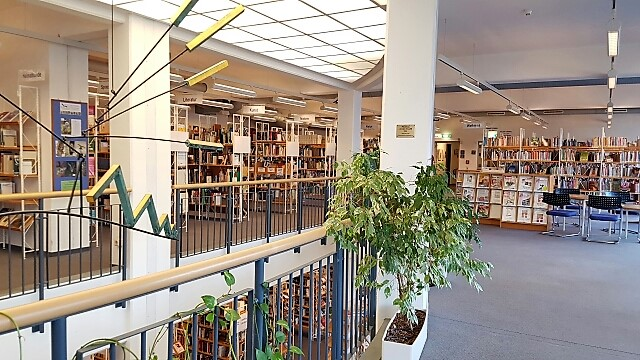
Obere Etage